# Alain Badiou
Alain Badiou (Rabat, Protectorado francés de Marruecos, 17 de enero de 1937) es un filósofo, dramaturgo y novelista francés.

## Biografía
Su padre, Raymond Badiou (1905-1996), fue miembro de la SFIO (Section française de l'Internationale ouvrière), formando parte de la Resistencia francesa durante la ocupación nazi, y siendo elegido alcalde de Toulouse entre 1944 y 1958.
Realizó estudios de filosofía en la  Escuela Normal Superior de París entre 1956 y 1961. Ha impartido lecciones en la Universidad de París VIII y en la ENS desde 1969 hasta 1999, fecha en la que fue nombrado director del departamento de filosofía de esta. También imparte cursos en el Collège international de philosophie. Fue discípulo de Louis Althusser, influenciado por sus primeros trabajos epistemológicos. Es considerado, junto con su contemporáneo Jacques Rancière, uno de los filósofos más importante de la actualidad en Francia.
Militante temprano, fue miembro fundador del Partido Socialista (PSU) en 1960. Implicado en los movimientos políticos en torno al mayo francés, y simpatizante con la izquierda maoísta, ingresó en la Union des communistes de France Marxiste-Léniniste en 1969. Actualmente participa en el grupo L'Organisation Politique, junto con Sylvain Lazarus y Natacha Michel.
Su obra principal es El ser y el acontecimiento, donde defiende que las matemáticas constituyen la verdadera ontología, o "ciencia del ser en tanto ser". En 2006 ha publicado su segunda parte, Logique des mondes. L'être et l'événement 2, publicada en castellano en 2008.

## Obras destacadas
- Teoría del Sujeto (1982)
- El ser y el acontecimiento (1988)
- Manifiesto por la filosofía (1989)
- La ética (1993)
- Pequeño manual de inestética (1998)
- Circunstancias (2004)

### Obras de Alain Badiou en español
- Manifiesto por la filosofía. Madrid: Cátedra. 1989.
- Rapsodia por el teatro. Málaga: Ágora. 1994.
- Deleuze: El clamor del ser. Buenos Aires: Manantial. 1997.
- El ser y el acontecimiento. Buenos Aires: Manantial. 1999. ISBN 987-500-040-X.
- San Pablo. Barcelona: Anthropos. 1999.
- Breve tratado de ontología transitoria. Barcelona: Gedisa. 2002. ISBN 84-7432-899-3.
- Condiciones. México: Siglo XXI. 2003.
- El siglo. Buenos Aires: Manantial. 2005. ISBN 987-500-079-5.
- De un desastre oscuro. Sobre el fin de la verdad de Estado. Buenos Aires: Amorrortu. 2006. ISBN 84-610-9006-3.
- ¿Qué representa el nombre de SARKOZY?[2]. Vilaboa: Ellago Ediciones. 2008. ISBN 978-84-96720-49-7.
- Lógicas de los mundos: el ser y el acontecimiento, 2. Buenos Aires: Manantial. 2008. ISBN 978-987-500-111-4.
- Pequeño panteón portátil. Madrid: Brumaria. 2008. ISBN 84-612-8264-7.
- La filosofía, otra vez. Madrid: Errata naturae. 2010. ISBN 978-84-937145-7-4.
- Alain Badiou, Barbara Cassin (2011). No hay relación sexual. Dos lecciones sobre «LÉtourdit» de Lacan. Amorrortu editores. ISBN 978-84-610-9037-2.
- Alain Badiou, Barbara Cassin (2011). Heidegger. El nazismo, las mujeres, la filosofía. Amorrortu editores. ISBN 978-84-610-9036-5.
- Alain Badiou, Slavoj Zizek (2012). Filosofía y actualidad. El debate. Amorrortu editores. ISBN 978-84-610-9042-6.
- Alain Badiou (2012). El despertar de la historia. Madrid/Buenos Aires: Clave intelectual.
- Alain Badiou (2013). La república de Platón. México: Fondo de Cultura Económica.
- La aventura de la filosofía francesa. A partir de 1960. Santiago: LOM Ediciones. 2014. 978-956-00-0505-2.

### Obras sobre Alain Badiou en español
- Gordillo, Ignacio (2022). Filosofía y política en Badiou, Buenos Aires: TeseoPress. ISBN 9789878852829
- Pablo Lazo Briones y Francisco Castro (Artículos de Alain Badiou, Alenka Zupancic, Francisco Castro, Dante Ariel Aragón, Pablo Lazo Briones, Carlos Gómez Camarena, Fernando García Masip, Gibrán Larrauri, Pablo Tepichín e Israel Covarrubias) (2016). Alain Badiou. Ética y política del acontecimiento. México: Universidad Iberoamericana / Paradiso Editores. ISBN 978-607-417-357-4  ///// más información aquí.

- Varios Autores (coords. Angelina Uzín y Carlos Gómez Camarena) (2010). Badiou fuera de sus límites. Buenos Aires: Imago Mundi. ISBN 978-950-793-102-4  ///// más información aquí.
- Angelina Uzín Olleros (2008). Introducción al pensamiento de Alain Badiou. Buenos Aires: Imago Mundi. ISBN 978-950-793-076-8  ///// más información aquí.

- Walter Romero (2018). La poética teatral de Alain Badiou. Buenos Aires: Leviatán. ISBN 978-987-514-954-0.
- Leandro García Ponzo (2014). Badiou Una Introducción. Editorial Quadrata. ISBN  978-987-631-046-8.